# 동사맹
동사맹(东四盟) 또는 삼시일맹(三市一盟)은 내몽골 자치구 동북부 지역으로 만주의 일부다. 후룬베이얼시(2001년에 맹에서 시로 승격), 싱안맹, 퉁랴오시(옛 저리무맹. 哲里木盟), 츠펑시(옛 자오우다맹, 昭烏達盟)로 만주의 일부다.